# Council
Council és una població dels Estats Units a l'estat d'Idaho. Segons el cens del 2000 tenia 816 habitants.

## Demografia
Segons el cens del 2000, Council tenia 816 habitants, 339 habitatges, i 223 famílies. La densitat de població era de 431,6 habitants per km².
Dels 339 habitatges en un 27,4% hi vivien nens de menys de 18 anys, en un 55,5% hi vivien parelles casades, en un 7,7% dones solteres, i en un 34,2% no eren unitats familiars. En el 30,1% dels habitatges hi vivien persones soles el 14,5% de les quals corresponia a persones de 65 anys o més que vivien soles. El nombre mitjà de persones vivint en cada habitatge era de 2,29 i el nombre mitjà de persones que vivien en cada família era de 2,87.
Per edats la població es repartia de la següent manera: un 23,5% tenia menys de 18 anys, un 5,1% entre 18 i 24, un 24,8% entre 25 i 44, un 27,9% de 45 a 60 i un 18,6% 65 anys o més.
L'edat mediana era de 43 anys. Per cada 100 dones de 18 o més anys hi havia 103,3 homes.
La renda mediana per habitatge era de 24.375 $ i la renda mediana per família de 30.000 $. Els homes tenien una renda mediana de 26.667 $ mentre que les dones 11.691 $. La renda per capita de la població era de 15.170 $. Aproximadament l'11,7% de les famílies i el 15,2% de la població estaven per davall del llindar de pobresa.

## Poblacions més properes
El següent diagrama mostra les poblacions més properes.

## Fills il·lustres
- James Rainwater (1917 - 1986) físic, Premi Nobel de Física de l'any 1975.